# Nationale (métro de Paris)
Ne doit pas être confondu avec Nation (métro de Paris).
Pour les articles homonymes, voir National.
Nationale est une station de la ligne 6 du métro de Paris, située dans le 13e arrondissement de Paris.

## Situation
Établie en aérien, la station surplombe le terre-plein central du boulevard Vincent-Auriol, entre la rue Jeanne-d'Arc et la rue Nationale. Approximativement orientée selon un axe nord-est/sud-ouest, elle s'intercale entre les stations Place d'Italie et Chevaleret (la première étant souterraine).

## Histoire

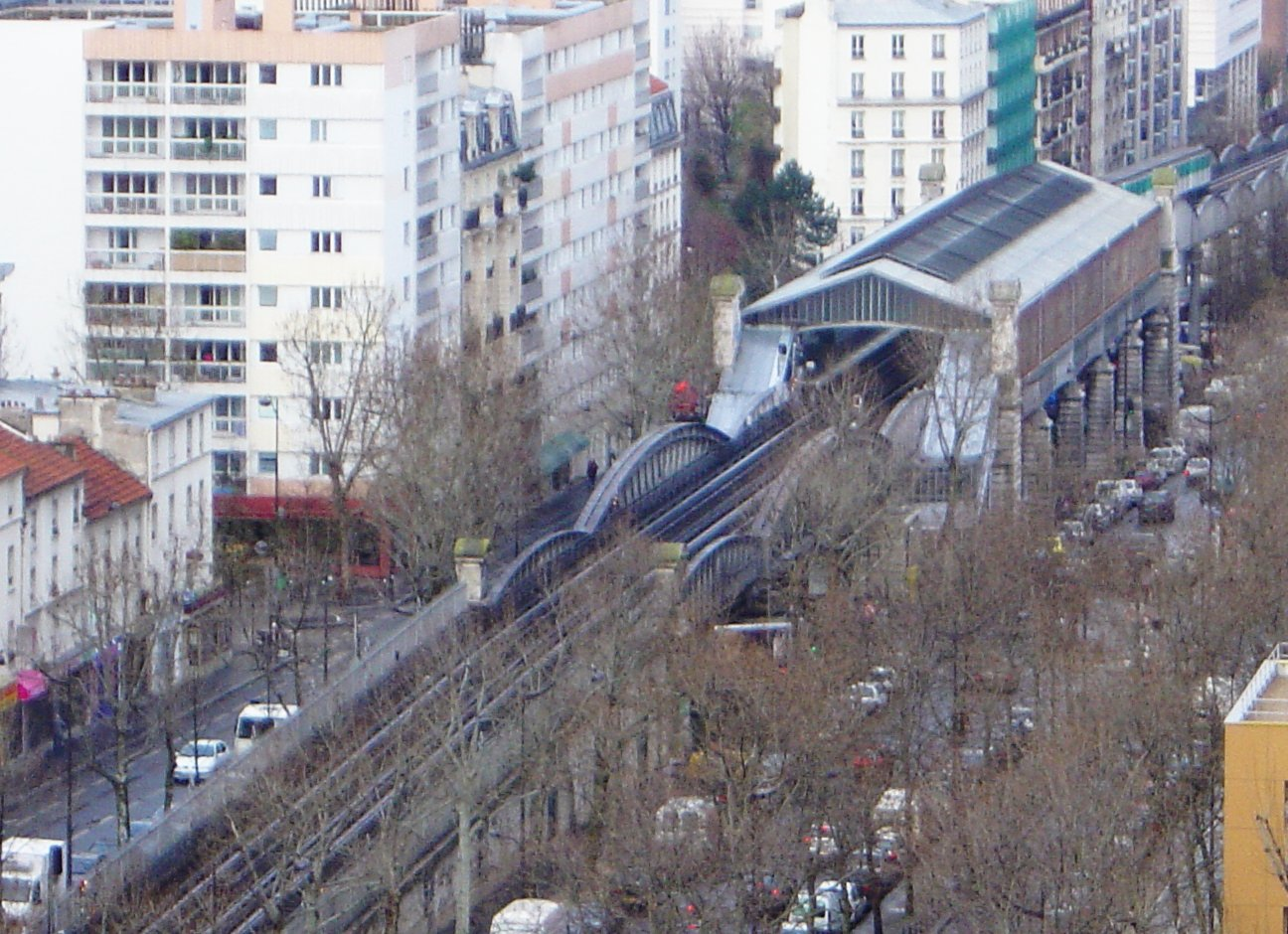
Vue aérienne de la station.

La station est ouverte le 1er mars 1909 avec la mise en service du premier tronçon de la ligne 6 entre Place d'Italie et Nation.
Elle doit sa dénomination à sa proximité avec la rue Nationale, laquelle rend hommage à la Garde nationale, une milice civique bourgeoise créée lors de la Révolution française et installée dans le secteur, qui a connu différentes organisations depuis lors. Le patronyme de cette rue renvoie plus spécifiquement à sa forme de 1848, la voie ayant été ainsi baptisée après la Révolution de 1848 afin de célébrer l'avènement de la Deuxième République.
Dans le cadre du programme « Renouveau du métro » de la RATP, la station a été entièrement rénovée le 5 mai 2004.
En 2019, 2 497 964 voyageurs sont entrés à cette station ce qui la place à la 208e position des stations de métro pour sa fréquentation sur 302,.
En 2020, avec la crise du Covid-19, 1 360 198 voyageurs sont entrés dans cette station ce qui la place à la 192e position des stations de métro pour sa fréquentation.
En 2021, la fréquentation remonte progressivement, avec 1 320 290 voyageurs qui sont entrés dans cette station ce qui la place à la 250e position des stations de métro pour sa fréquentation sur 304,.

## Services aux voyageurs

### Accès

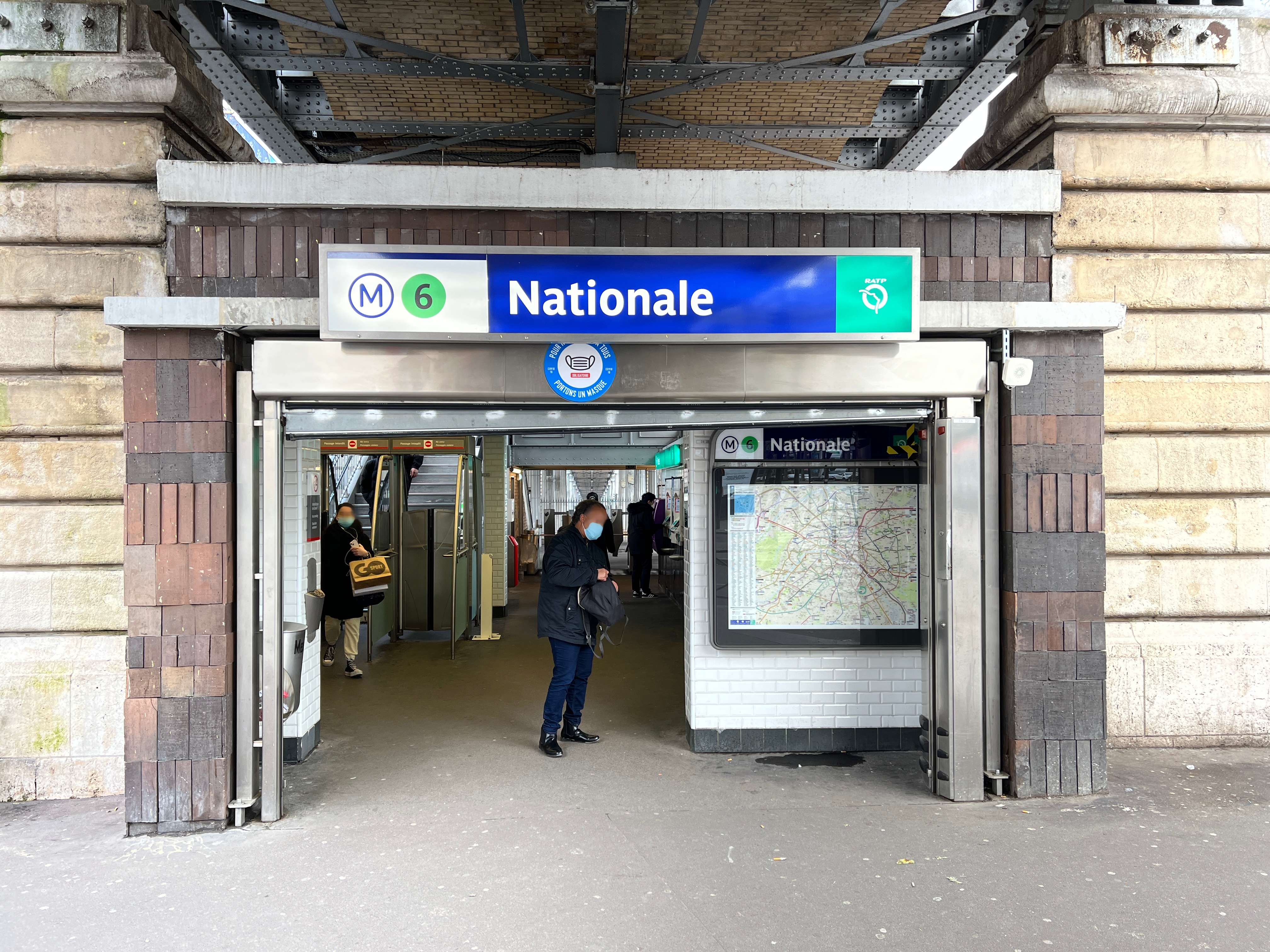
Accès unique.

La station dispose d'un unique accès intitulé « boulevard Vincent-Auriol », débouchant sur le terre-plein central de ce boulevard au droit des nos 124 et 143. Il s'ouvre sur un espace commun sous le viaduc d'où l'accès aux quais s'effectue au moyen d'escaliers fixes ou mécaniques montants.

### Quais

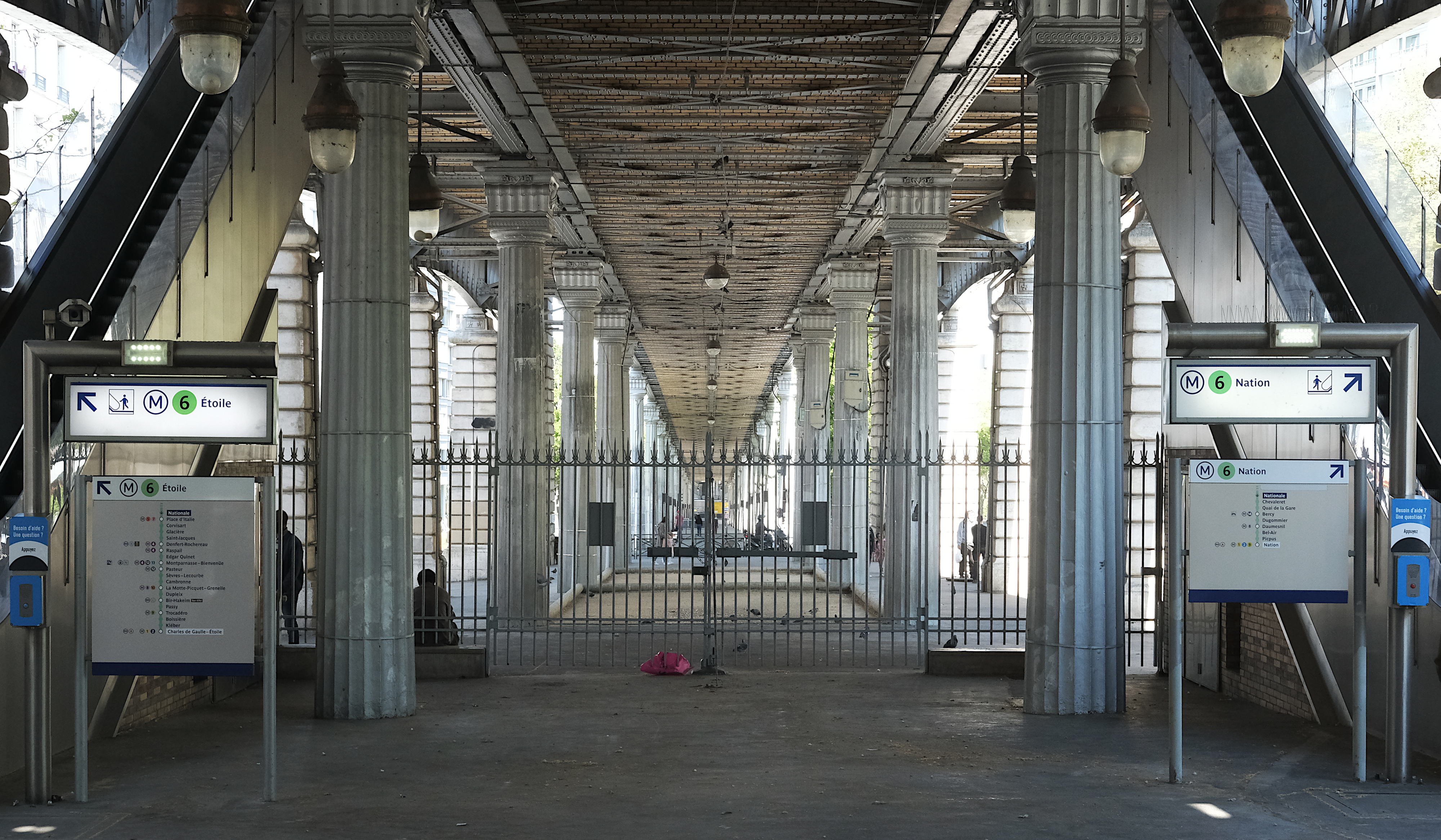
Accès aux quais : à gauche vers Étoile, à droite vers Nation.

Nationale est une station aérienne de configuration standard : elle possède deux quais séparés par les voies du métro, le tout couvert d'une verrière dans le style des marquises des gares de l'époque. Les piédroits verticaux sont recouverts de carreaux en céramique blancs biseautés côté intérieur, et de briques dessinant des motifs géométriques côté extérieur. Les cadres publicitaires sont en céramique blanche et le nom de la station est inscrit en police de caractères Parisine sur plaques émaillées fixées à la charpente métallique. Les quais sont équipés de bancs en lattes de bois. L'éclairage est semi-direct, projeté au sol par des plafonniers bleus, sur les piédroits par des tubes en partie dissimulés et sur la charpente par des projecteurs de lumière bleue. Les accès s'effectuent par l'extrémité occidentale.

### Intermodalité
La station est desservie par les lignes 27 et 61 du réseau de bus RATP, et, la nuit, par la ligne N31 du réseau Noctilien.

## À proximité
- Square Gustave-Mesureur
- Square de la Raffinerie-Say